# Aulonocara steveni
Aulonocara steveni là một loài cá thuộc họ Cichlidae. 
Nó là loài đặc hữu của Malawi. Môi trường sống tự nhiên của chúng là hồ nước ngọt.